# 源長寺 (川口市)
源長寺（げんちょうじ）は、埼玉県川口市にある浄土宗の寺院。

## 歴史
1618年（元和4年）、旗本伊奈忠治の開基である。忠治は代官頭を務め、赤山を所領としていた。弟の日誉源貞のつてで、父忠次の菩提寺の勝願寺より円誉不残を招聘し、廃寺を再興する形で寺を創建した。
代官頭伊奈氏の菩提寺となっていたが、伊奈忠尊の代にお家騒動が勃発、伊奈家は改易となったため、寺運衰微してしまった。
そういう歴史的経緯もあり、当寺には伊奈氏にまつわる遺物が残されている。伊奈一族の功績を漢文で記した「伊奈家頌徳碑」や伊奈家代々の墓がある。また当寺創建前の廃寺にあったと推測される板碑もある。

## 文化財
- 伊奈家頌徳碑（川口市指定有形文化財 昭和48年5月24日指定）[2]
- 源長寺の阿弥陀如来坐像（川口市指定有形文化財 昭和53年4月5日指定）[3]

## 交通アクセス
- 新井宿駅より徒歩4分。